# Non siamo soli (EP Alex Wyse)
Non siamo soli è il primo EP del cantautore italiano Alex Wyse, pubblicato il 10 giugno 2022 con doppia etichetta 21co e Artist First.

## Descrizione
Il progetto discografico, pubblicato un mese dopo la fine della ventunesima edizione del talent show Amici di Maria De Filippi, si compone di sei brani scritti dallo stesso Alex Wyse con la collaborazione di autori e produttori, tra cui Francesco Catitti, in arte Katoo, e Gianmarco Grande.

## Tracce
1. Non siamo soli – 3:24 (testo: Alessandro Rina – musica: Alessandro Rina, Giordana Angi)
2. Sogni al cielo – 3:00 (Alessandro Rina)
3. Accade – 2:47 (Alessandro Rina, Alex Andrea Vella, Edwyn Clark Roberts)
4. Senza chiedere permesso – 2:51 (Alfredo Rapetti, Federica Abbate, Francesco Catitti, Michele Bravi)
5. Ammirare tutto – 2:27 (Alessandro Rina, Francesco Catitti)
6. Tra silenzi (Roma) – 2:32 (Alessandro Rina, Francesco Catitti)

## Classifiche
| Classifica (2022) | Posizione massima |
| ----------------- | ----------------- |
| Italia            | 1                 |